# Кастильо Маттасоглио, Карлос
Карлос Кастильо Маттасоглио (исп. Carlos Castillo Mattasoglio; род. 28 февраля 1950, Лима, Перу) — перуанский кардинал. Архиепископ Лимы и примас Перу с 25 января 2019. Кардинал-священник с титулом церкви Санта-Мария-делле-Грацие-а-Казаль-Бокконе с 7 декабря 2024.